# Longriggend

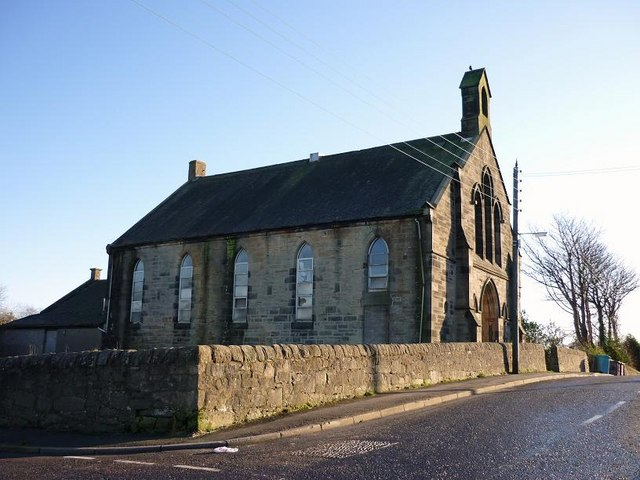
Iglesia abandonada, Longriggend

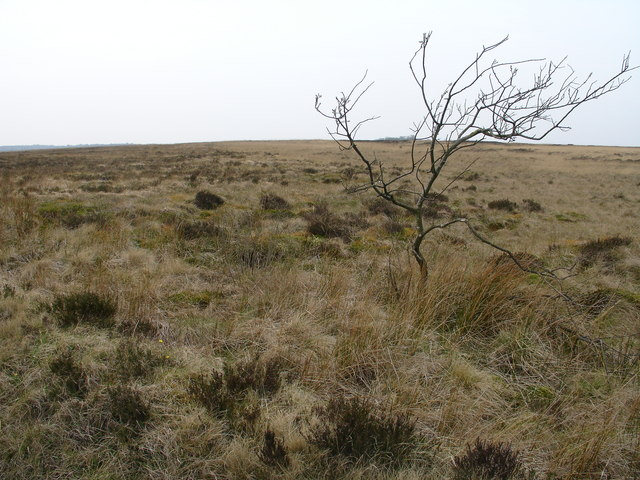
páramo de Longriggend

Longriggend es un pueblo de North Lanarkshire, Escocia, con una población de aproximadamente 200 habitantes. Está situado en un páramo a 8 km al noreste de Airdrie, en la parroquia de New Monkland. Se encuentra aproximadamente a medio camino entre Upperton y Caldercruix. El pueblo apareció en un mapa de Timothy Pont, con el nombre de Langrodge. Fue publicado en 1596, pero las letras son difíciles de leer. La toponimia aparece junto con otros topónimos de -rigg. Longriggend también aparece en otro mapa de Roy c1754. El  ferrocarril de Slamannan unió Longriggend con Airdrie y el Union Canal en 1840, pero su ancho de vía impidió su conexión con el ferrocarril de Edimburgo y Glasgow. Las minas de carbón de la zona utilizaban mucho el ferrocarril, y en 1895 había una estación en Longriggend. En 1901 su población superaba los 1.500 habitantes, y contaba con una oficina de correos y telégrafos, y una posada en las cercanías.
El Ordnance Survey de 1867 también registró una escuela católica en el pueblo.

## Hospital de Fiebre de Longriggend e Institución de Prisión Preventiva
Históricamente hubo un sanatorio para tuberculosos en la parte del pueblo ahora conocida como Upperton. El hospital se convirtió en la Institución de Prisión Preventiva de Longriggend, que ahora ha sido cerrada y demolida.